# Хатимаки
Хатимаки (яп. 鉢巻, дословно «головной свёрток») — головная повязка, символизирующая у японцев непреклонность намерений и поддерживающая боевой дух. У неё также есть и непосредственная функция — защита лица от пота. Обычно под хатимаки понимают красную или белую полоску ткани около 5 сантиметров шириной и 120 длиной.
Раньше хатимаки повязывали камикадзе, кайтэн и другие тэйсинтай перед атакой. В настоящее время используются спортсменами, командами поддержки, учащимися при подготовке к экзаменам, а также в других похожих случаях. В спортивной игре «Рыцарский поединок» для победы нужно отобрать у соперников их хатимаки.
По преданию, впервые их надели в 1702 году легендарные сорок семь ронинов перед нападением на дом чиновника Кирэ Кодзукэ-но-Сукэ с целью отомстить за смерть своего господина — даймё Асано Такуми-но-Ками Наганори. Белые повязки были надеты ими с целью отличать друг друга в ночной атаке.
- Камикадзе с хатимаки
- Реконструкция самурайского войска
- Тосюсай Сяраку. Актёр Косиро Мацумото IV в одной из своих ролей